# Straßenbahn Oranjestad
Die Straßenbahn Oranjestad (niederländisch Tram van Oranjestad, englisch Oranjestad Streetcar) ist eine eingleisige Straßenbahnstrecke in Oranjestad, der Hauptstadt von Aruba (Königreich der Niederlande). Sie wird von Arubus, der nationalen Verkehrsgesellschaft, betrieben und ist für die Fahrgäste, die hauptsächlich aus den Touristen der Kreuzfahrtschiffe bestehen, kostenfrei.

## Geschichte
Die Strecke wurde am 22. Dezember 2012 erstmals befahren, sieben Tage nachdem der erste Doppelstockwagen geliefert worden war. Am 19. Februar 2013 nahm Arubus die Bahn offiziell in Betrieb. Die Tram Aruba, offizieller Namen „Arutram“, verkehrt im Dreißig-Minuten-Takt (Stand Feb. 2023) zwischen dem Kreuzfahrtterminal am Stadtrand von Oranjestad und der Innenstadt. Die vier offenen Wagen verfügen über einen Brennstoffzellenantrieb. Die benötigte Energie wird aus Solar- und Windkraft erzeugt. Die Straßenbahn benötigt keine Oberleitungen. Die historisch aussehenden Fahrzeuge wurden von der TIG/m-LLC mit Sitz in Chatsworth, USA gebaut. Die im Asphalt verlegten Rillenschienen wurden beim damals zu Voestalpine gehörendem und inzwischen geschlossenem Duisburger Unternehmen TSTG hergestellt.

## Route
Die Bahn verbindet den Hafen mit der Innenstadt (Schelp Straat, Havenstraat und Caya Betico Croes, die Fußgängerzone und die Hauptstraße bis zur Plaza Nicky). An den Terminals werden Wendeschleifen benutzt. Es werden neun Haltestellen in einem Abstand von durchschnittlich 200 Metern bedient.
Das Depot liegt zwischen den Haltestellen Port of Call und Rancho. Zwischen Rancho und Plaza Chipi Chipi existiert aufgrund der dortigen Einbahnstraßenregelung eine Parallelstrecke: Die Wagen fahren über die Schelp Straat nach Osten und über die Havenstraat nach Westen.
| Haltestelle       | Anmerkungen                                                                                   |
| ----------------- | --------------------------------------------------------------------------------------------- |
| Port of Call      | Hafen, alias Welcome Plaza, Wendeschleife                                                     |
| Rancho            | Busbahnhof, Straßenbahndepot                                                                  |
| Plaza Museo       | In östlicher Richtung, nur für Züge von Port nach Plaza Nicky, Archäologisches Nationalmuseum |
| Royal Plaza       | In westlicher Richtung, nur für Züge von Plaza Nicky nach Port                                |
| Renaissance Mall  | In westlicher Richtung, nur für Züge von Plaza Nicky nach Port                                |
| Plaza Chipi Chipi | alias Mango Plaza                                                                             |
| Caya Betico Croes | bei der Aruba Bank,                                                                           |
| Plaza Bon Bini    | 2 Gleise an der Haltestelle                                                                   |
| Plaza Nicky       | alias Plaza Comercio, Wendeschleife                                                           |

## Fahrzeuge
Die Flotte besteht aus vier Fahrzeugen: zwei einstöckigen Wagen in grün und orange und zwei doppelstöckigen, oben offenen Wagen in blau und rot. Die Fahrzeuge wurden von der TIG/m-Fabrik in Chatsworth, Kalifornien hergestellt.

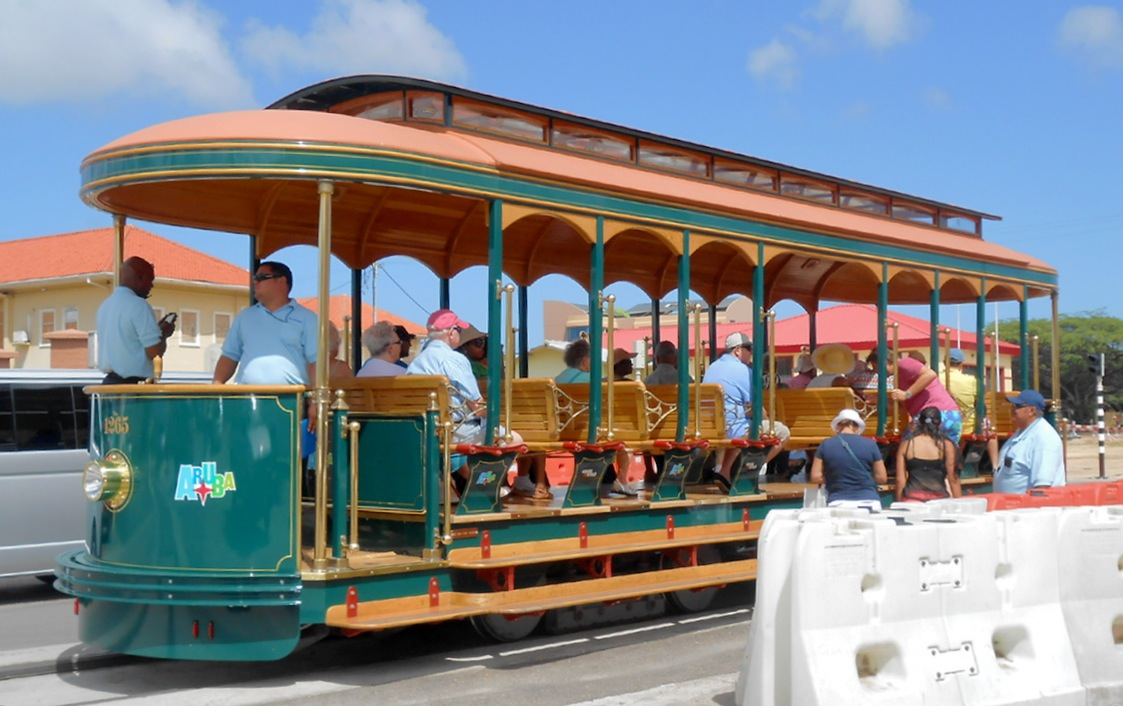
Grüner Wagen
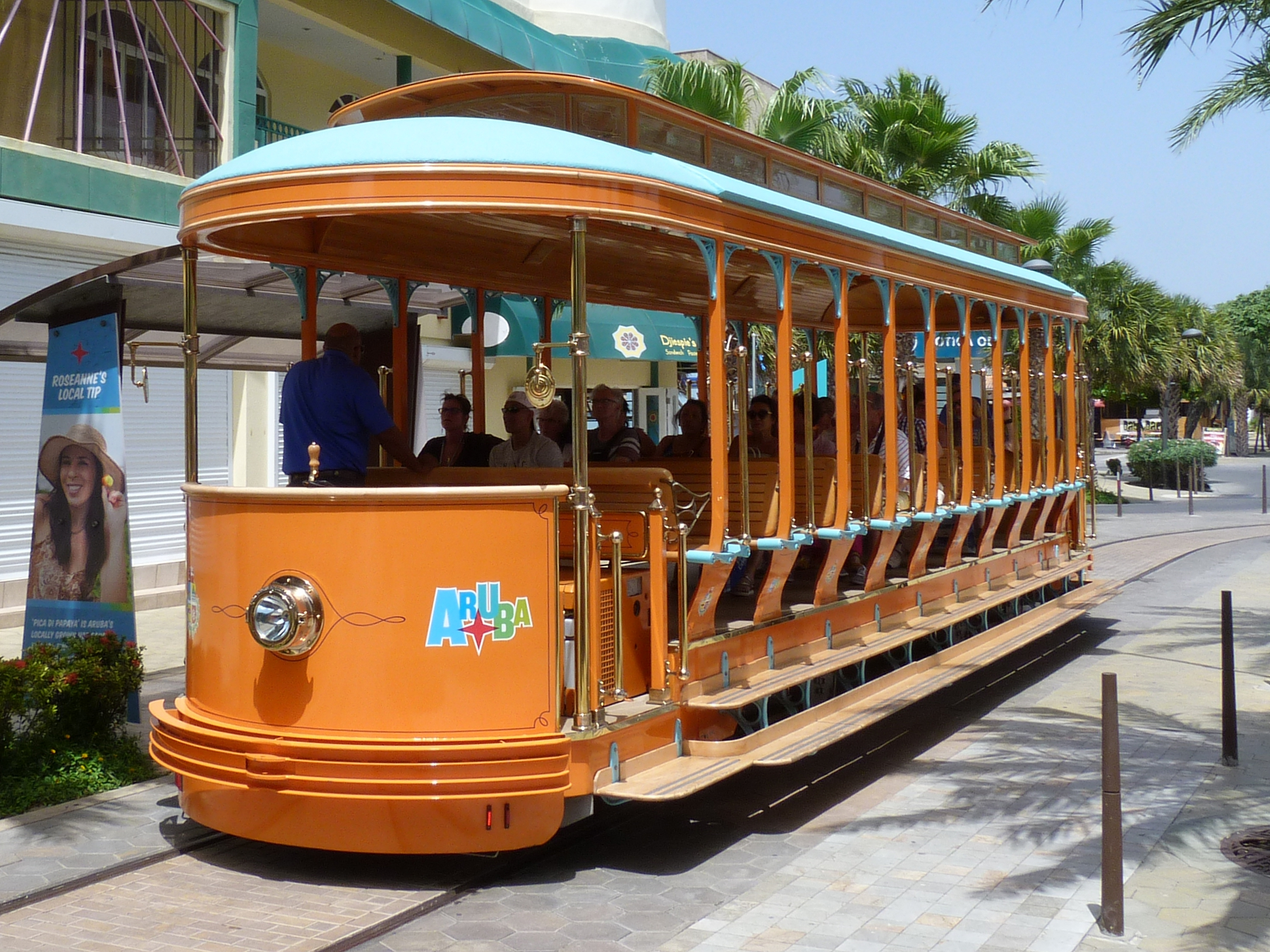
Oranger Wagen
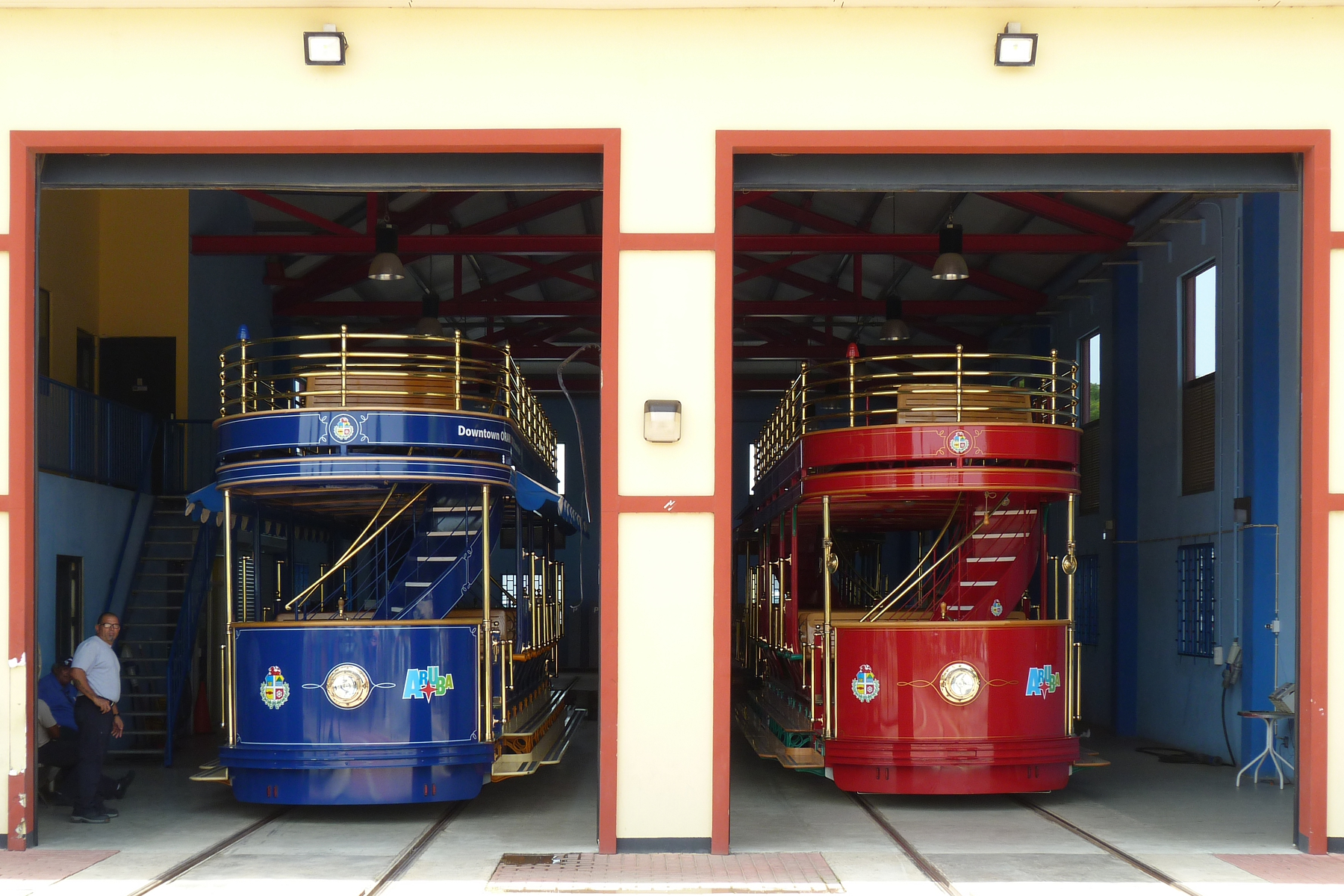
Depot
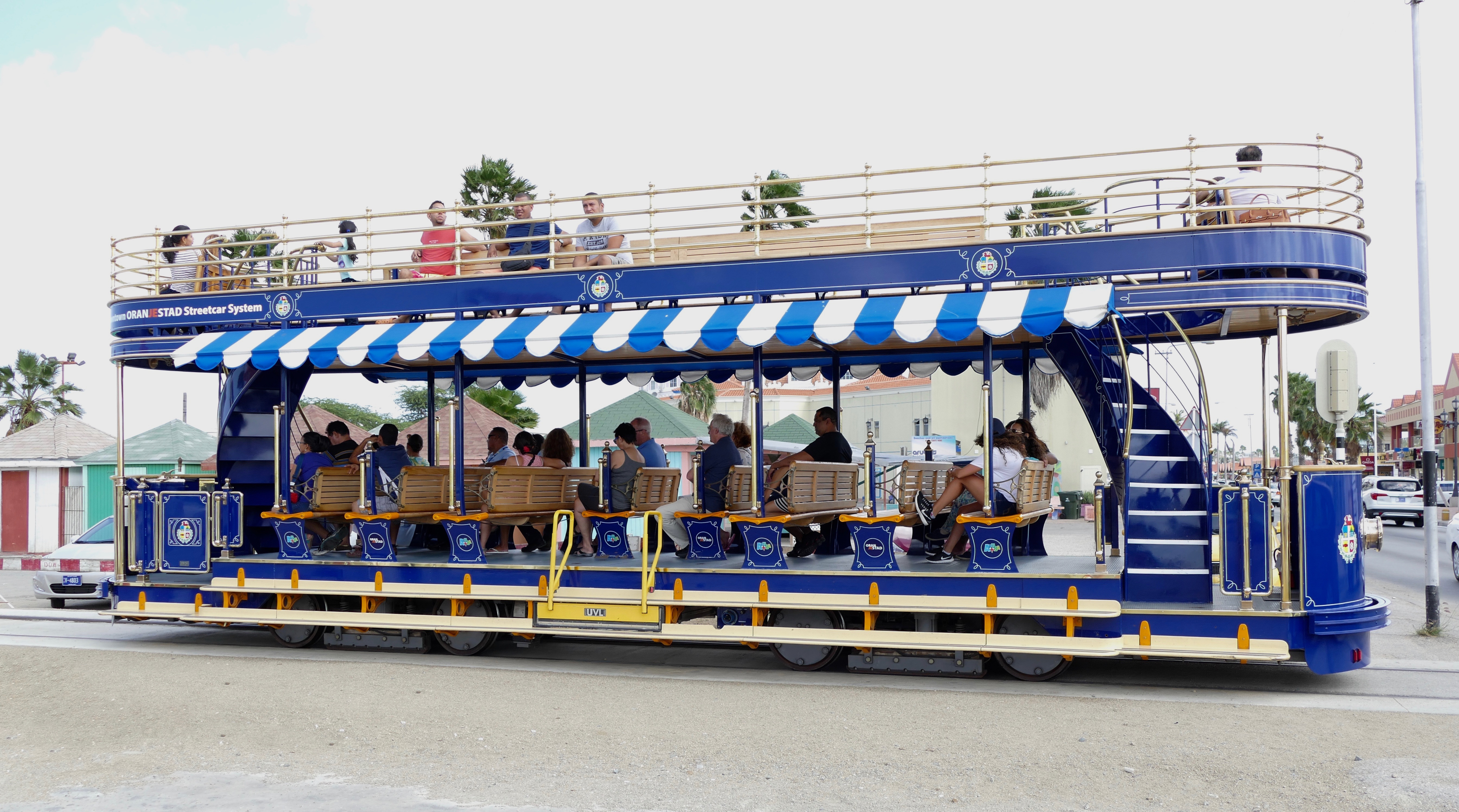
Blauer Wagen
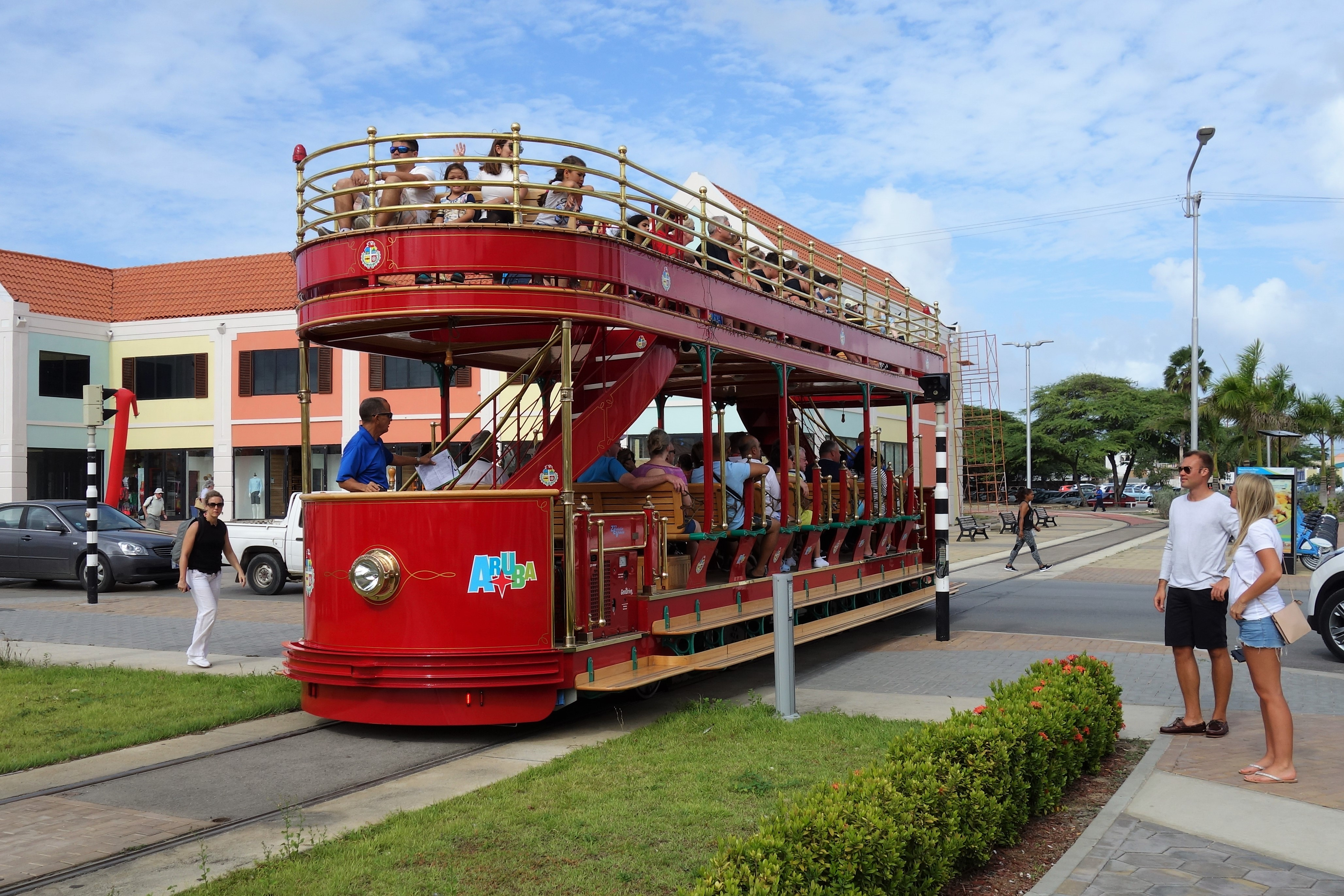
Roter Wagen